# 노키아 N95

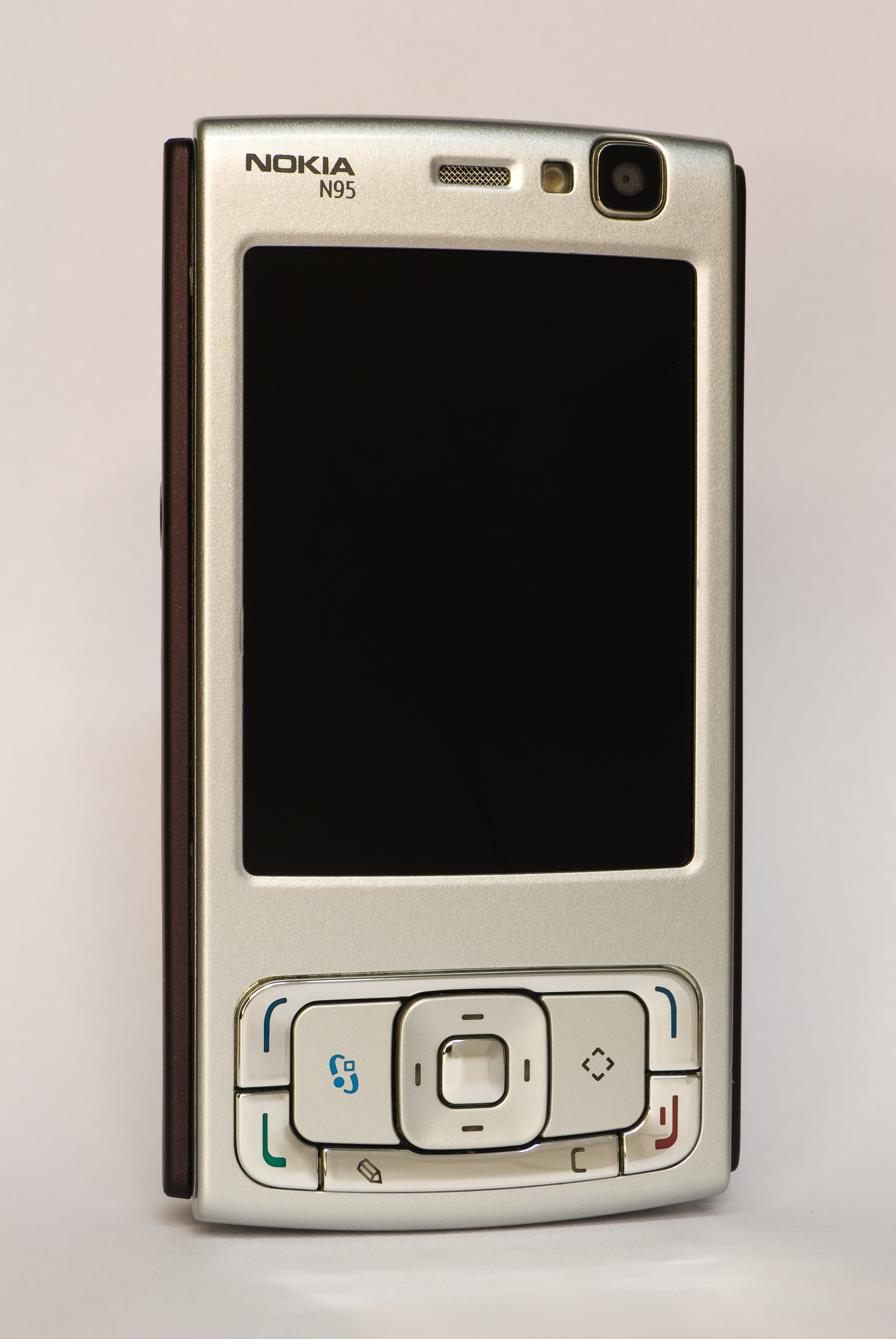
노키아 N95

노키아 N95는 노키아가 N시리즈 휴대용 장치 제품군의 일부로 생산한 스마트폰이다. 2006년 9월에 발표되었으며 2007년 3월에 시장에 출시되었다. N95는 Symbian OS v9.2에서 S60 3판을 실행했다. 미디어 재생 버튼이나 숫자 키패드에 액세스하는 데 사용할 수 있는 양방향 슬라이딩 메커니즘이 있다. 처음에는 실버로 출시되었고 나중에는 블랙으로 출시되었으며 골드와 퍼플은 한정판으로 출시되었다. N95의 출시 가격은 약 €550(약 US$730, £370)였다.
N95는 다른 N시리즈 장치와 마찬가지로 "멀티미디어 컴퓨터"로 판매되는 고급 모델이었다. 이 제품에는 칼자이즈 광학 장치와 플래시를 갖춘 당시 높은 500만 화소 해상도의 디지털 카메라와 2.6인치 크기의 대형 디스플레이가 탑재되었다. 또한 이 장치는 GPS 수신기가 내장되어 지도나 단계별 내비게이션에 사용되는 노키아 최초의 장치이자 가속도계가 포함된 최초의 장치였다. 또한 HSDPA(3.5G) 신호를 지원하는 시장에서 가장 초기의 장치 중 하나였다.
오리지널 모델(기술적으로는 N95-1)이 출시된 후 여러 업데이트 버전이 출시되었으며, 특히 8GB의 내부 저장 공간, 더 큰 디스플레이 및 향상된 배터리를 갖춘 N95 8GB가 출시되었다. '클래식' N95와 그 업그레이드된 변형 N95 8GB는 출시 당시 획기적인 장치로 널리 간주되었다. N95는 카메라, GPS, 매핑 기능, 혁신적인 듀얼 슬라이더 폼 팩터로 호평을 받았으며 일부에서는 출시된 최고의 모바일 장치 중 하나로 칭찬했다.

## 같이 보기
- 노키아 N시리즈